# Deutsche Zeitschrift für Geschichtswissenschaft

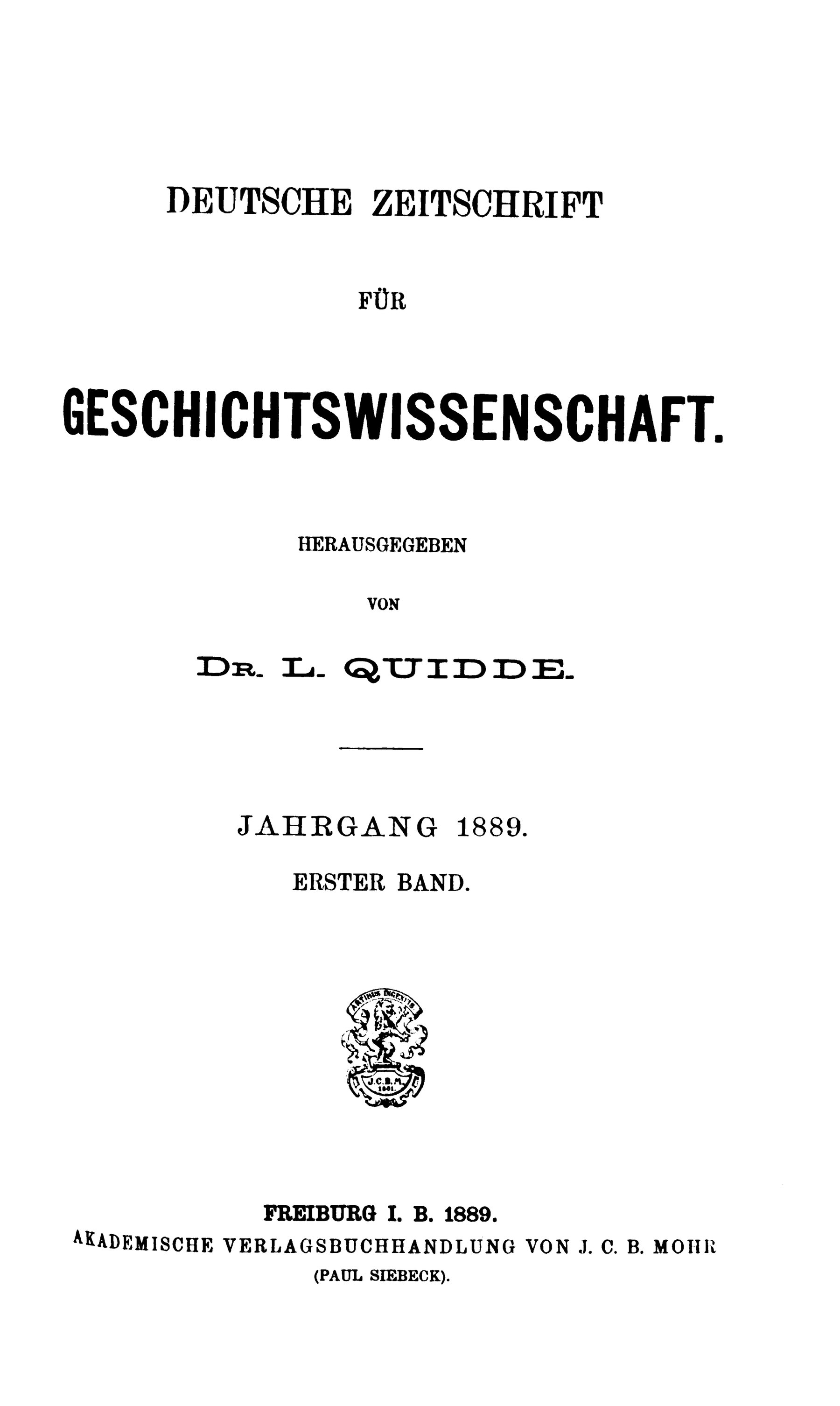
Deutsche Zeitschrift für Geschichtswissenschaft 1 (1888)

Die Deutsche Zeitschrift für Geschichtswissenschaft (kurz DZG oder DtZGW) war eine historische Fachzeitschrift, die zwischen 1888 und 1895 bei der Akademischen Verlagsbuchhandlung J.C.B. Mohr in Freiburg im Breisgau erschien und von Ludwig Quidde herausgegeben wurde. Insgesamt gab es 12 Bände.
In den folgenden Jahren erschienen parallel die Deutsche Zeitschrift für Geschichtswissenschaft/Vierteljahreshefte und die Deutsche Zeitschrift für Geschichtswissenschaft/Monatsblätter. Beide erreichten bloß zwei Jahrgänge (7. Bd. 1896/97, 8. Bd. 1897/98). Letztere Zeitschrift ging unter, während die erstere mit der bestehenden Bandzählung als Historische Vierteljahr(s)schrift: Zeitschrift für Geschichtswissenschaft und für lateinische Philologie des Mittelalters vom 9. Bd. 1898 bis zum 33. Band 1929/31 und anschließend mit neuer Bandzählung vom 26. Band 1931 bis zum 31. Band 1937/39 weitergeführt wurde.